# سی‌سی‌جی‌اس کیپ کاکبرن
سی‌سی‌جی‌اس کیپ کاکبرن (به انگلیسی: CCGS Cape Cockburn) یک کشتی است که طول آن ۱۴٫۶ متر (۴۷ فوت ۱۱ اینچ) می‌باشد. این کشتی در سال ۲۰۰۳ ساخته شد.